# تالار کهربا

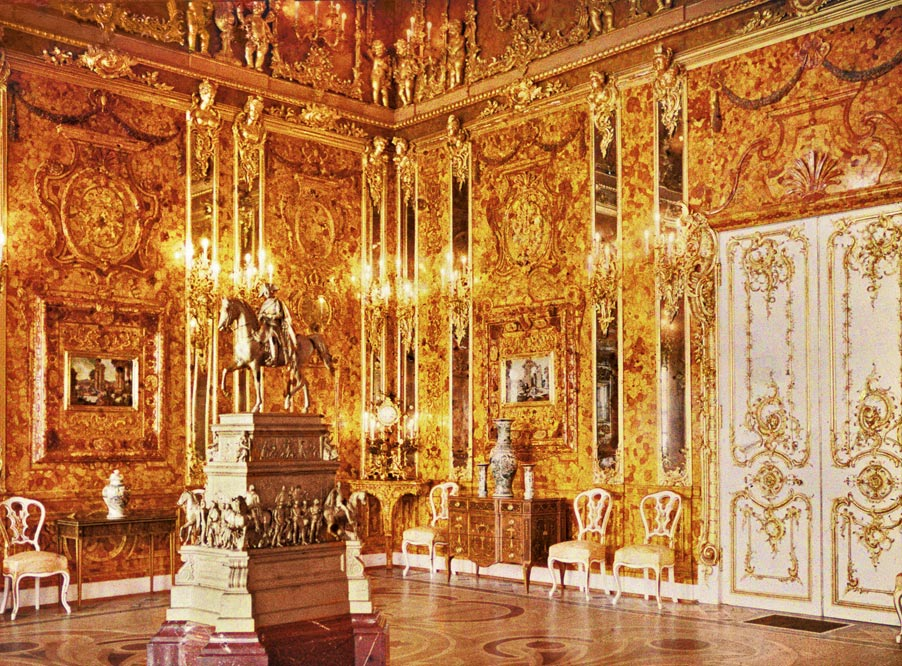
تصویر تالار کهربا در سال ۱۹۱۷

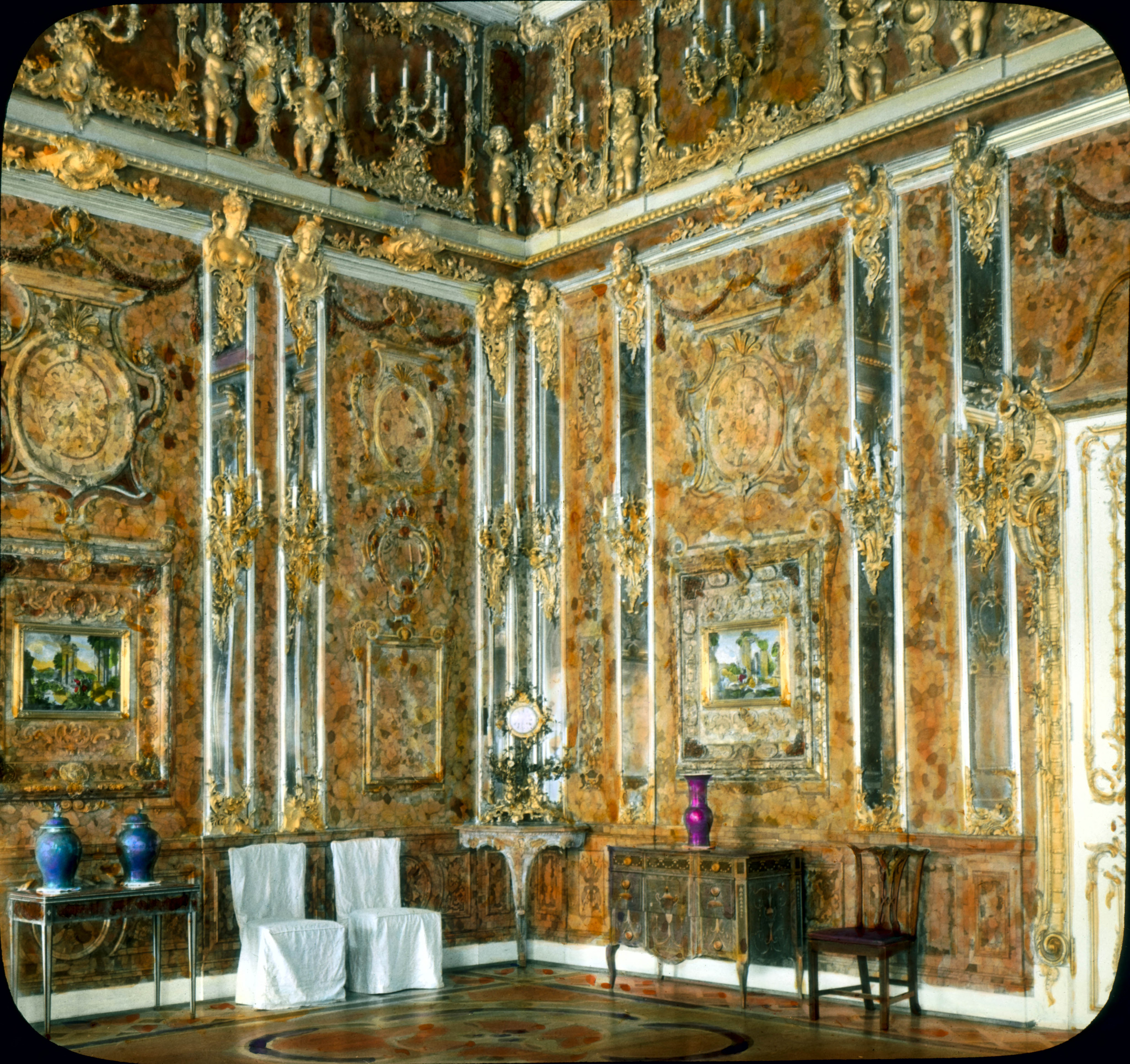
تصویر تالار کهربا در سال ۱۹۳۱، رنگی‌شده از عکس سیاه و سفید

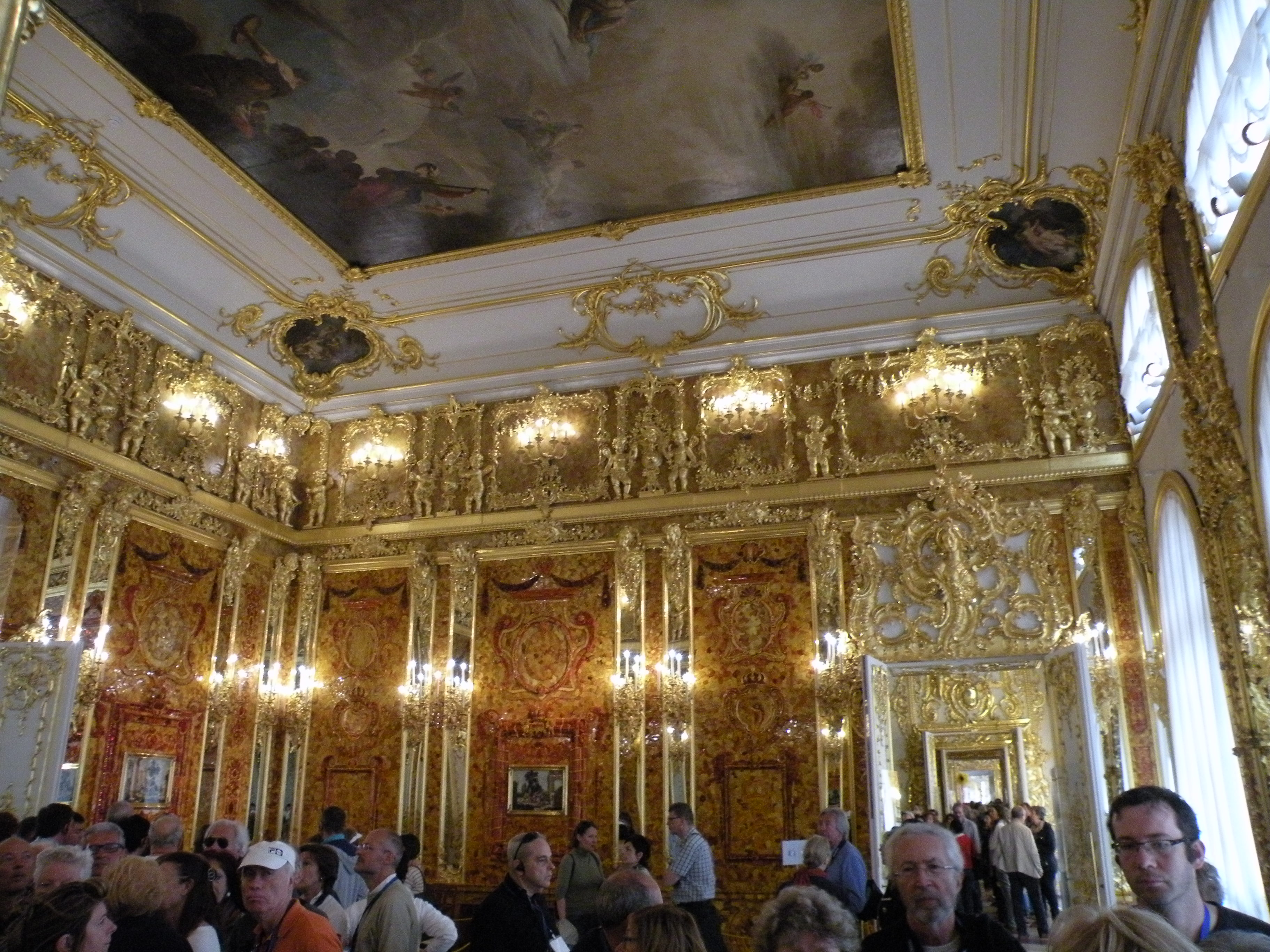
تالار کهربای بازسازی شده در سال ۲۰۰۳

تالار کهربا (به روسی: Янтарная комната) (به آلمانی: Bernsteinzimmer) اتاقی در کاخ کاترین در نزدیکی سن پترزبورگ بود که دیوارهای آن با کهربا، آینه و طلا تزئین شده بود. تزئینات اصلی این اتاق که در قرن هجدهم میلادی در پروس ساخته شده بود، در جریان جنگ جهانی دوم از دیوارها جدا و به محلی دیگر منتقل شد و اطلاعی از سرنوشت آن بعد از جنگ نیست. بازسازی این اتاق مطابق تصاویر قدیمی و با مصالح جدید از سال ۱۹۷۹ آغاز شد و در سال ۲۰۰۳ به اتمام رسید.
کار بر روی تزئینات تالار کهربا در سال ۱۷۰۱ به منظور نصب در کاخ شارلوتنبورگ در برلین آغاز شد اما در نهایت در کاخ شهر نصب شد. طراحی این اتاق توسط آندرئاس شلاوتر، مجسمه‌ساز آلمانی سبک باروک و گوتفرید ولفرام، صنعت‌گر کهرباکار دانمارکی انجام شده بود. شلاوتر و ولفرام تا سال ۱۷۰۷ بر روی این اتاق کار کردند و ادامه کار توسط دو صنعت‌گر اهل گدانسک به نام‌های ارنست شاخت و گوتفرید توراو انجام شد.
پتر کبیر در سال ۱۷۱۶ از برلین دیدار کرد و در جریان این سفر، تالار کهربا را تحسین کرد. بعد از آن فریدریش ویلهلم یکم پروس تزئیات این اتاق را به عنوان هدیه و به منظور تقویت اتحاد پروس و روسیه علیه سوئد، به پتر اهدا کرد. به منظور سازگاری تزئینات با محل جدید، تغییراتی در طراحی آن ایجاد شد و اندازه آن گسترش پیدا کرد. در شکل نهایی مساحت اتاق بیشتر از ۵۵ متر مربع بود و بیشتر از ۶ تُن کهربا در آن به کار رفته بود.
در هنگام جنگ جهانی دوم، تزئینات این اتاق توسط گروه ارتش شمال آلمان نازی غارت و به کونیگسبرگ منتقل شد. اطلاعی از سرنوشت و مکان تزئینات این اتاق بعد از جنگ در دست نیست و ممکن از در جریان جنگ به کلی نابود شده باشد. در سال ۱۹۷۹ قرار شد این اتاق در کاخ کاترین بازسازی شود و بعد از سال‌ها کار توسط صنعت‌گران روس و کمک مالی از طرف آلمان، کار بازسازی در سال ۲۰۰۳ به اتمام رسید.